# 安·柯蒂斯
安·柯蒂斯（英語：Ann Curtis，1926年3月6日—2012年6月26日），美国女子游泳运动员，主攻自由泳。她曾代表美国参加1948年夏季奥林匹克运动会游泳比赛，获得二枚金牌和一枚银牌。